# Vivier-au-Court

Vivier-au-Court este o comună în departamentul Ardennes din nordul Franței. În 1 ianuarie 2022 avea o populație de 2.811 de locuitori.